# Boccardia galapagense
Boccardia galapagense är en ringmaskart som beskrevs av Blake 1986. Boccardia galapagense ingår i släktet Boccardia och familjen Spionidae. Inga underarter finns listade i Catalogue of Life.